# Hof van Hoogstraten (Brussel)

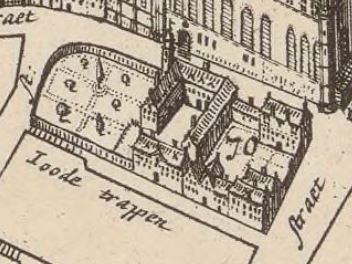
Hof van Hoogstraten naast het paleis van den Coudeberg

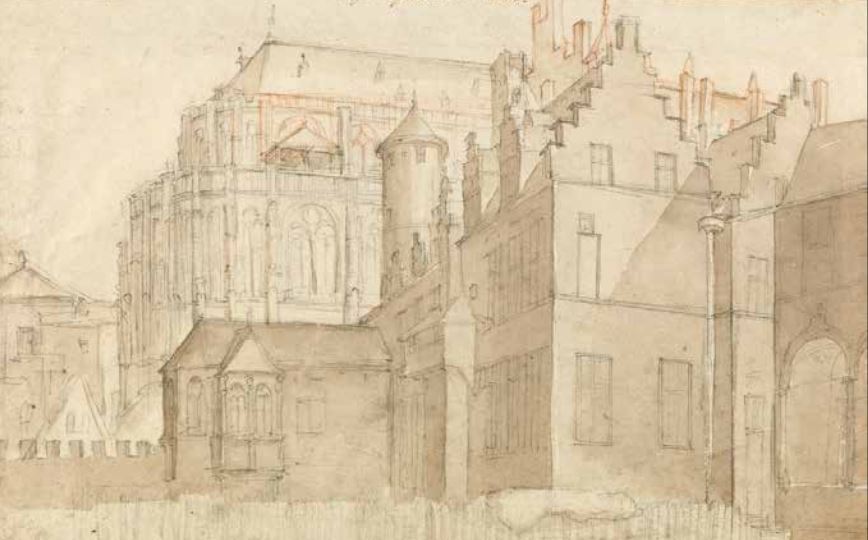
De tuinzijde getekend door Cantagallina, met rechts een boog van de galerij en in de achtergrond de paleiskapel

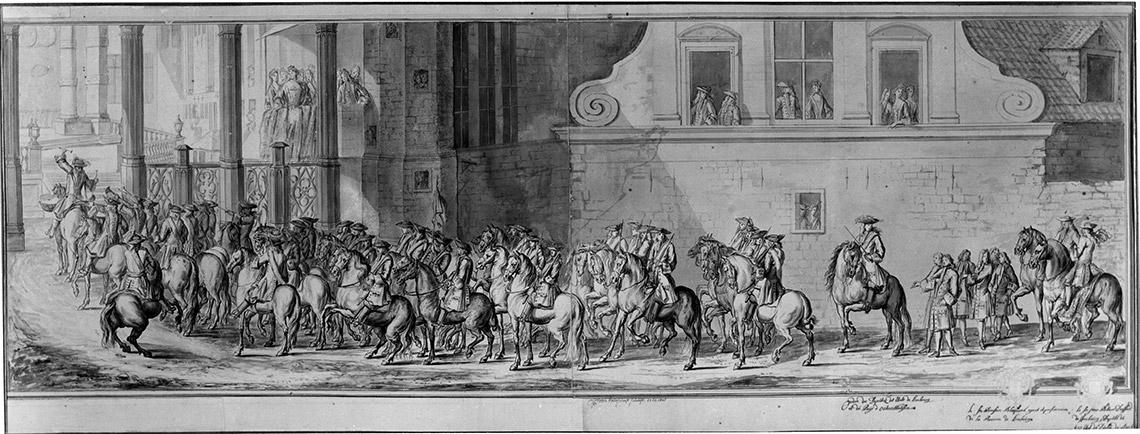
Blijde Intrede van Karel VI in 1717 langs het Hof van Hoogstraten naar het Baliënplein

Het Hof van Hoogstraten is een verdwenen stadspaleis in Brussel. Het was gelegen naast het Paleis op de Koudenberg dat in de 18e eeuw uitgebrand is. Nu is het een archeologische site nabij het Koningsplein.
Het gebouw ontstond uit een aaneengroeien van afzonderlijke woningen. Het was in de 14e eeuw eigendom van Walter van Kersbeke en daarna van Jan IV van Auxy (fr). Filips van Bourgondië-Beveren voegde een kapel en een galerij toe. Na hem kwam het in het bezit van Antoon I van Lalaing, graaf van Hoogstraten. Hij was een van de raadgevers van keizer Karel V. In 1706-1716 zetelde in het Hof van Hoogstraten de conferentie van het Anglo-Bataafs condominium, dat het land toen bestuurde. 
Gravin Maria Gabriëla van Lalaing droeg het over aan de familie van Salm-Salm. In 1773 trof prins Maximiliaan van Salm-Salm reeds schikkingen om het Hof te verkopen. Op 14 september 1773 stierf hij. Op 4 mei 1774 zond de prinses weduwe Maria Louisa Eleonora van Hessen-Rheinfels-Rothenburg (1729-1800) het verzoekschrift door aan het Leenhof van Brabant, waarop op 18 mei een gunstig advies volgde. Op 25 juli verleende keizerin  Maria-Theresia toelating tot de verkoop. Op 30 november 1774 ruilde de prinses-weduwe van prins Maximiliaan van Salm-Salm een deel ervan met de stad Brussel om de Isabellastraat te verlengen. Het gebouw werd grotendeels gesloopt voor de aanleg van het Koningsplein. Sommige elementen zijn bewaard gebleven en werden opgenomen in het Hôtel de Spangen, waarin verschillende overheidsdiensten werden ondergebracht.
Een bezoek aan de restanten is opgenomen in het archeologische parcours van het voormalige Koudenbergpaleis. Dat bevindt zich onder het Koningsplein en is toegankelijk via het Belvue Museum. In 1984 gingen de werken van start, die 25 jaar zouden duren voordat ze voor het publiek werden opengesteld. 
De voormalige Isabellastraat lag aan de zijkant van het paleis en is voor een gedeelte toegankelijk gemaakt. De straat was vernoemd naar aartshertogin Isabella van Spanje (1566-1633). Daarnaast lag het Hof van Hoogstraten, waarvan de galerij uitkomt op de Villa Hermosastraat. In de overgebleven gebouwen van het Hof van Hoogstraten is een tentoonstellingsruimte met gebruiksvoorwerpen die men tijdens de opgravingen gevonden heeft. 
Bij het onderzoek van de archeologische site is een tekening gemaakt door Remigio Cantagallina omstreeks 1612 gebruikt. Ze toont een tuinaanzicht van het Hof van Hoogstraten. Aan de hand van details op deze tekening kon men de restauratie van de galerij uitvoeren.